# Método de McCabe-Thiele

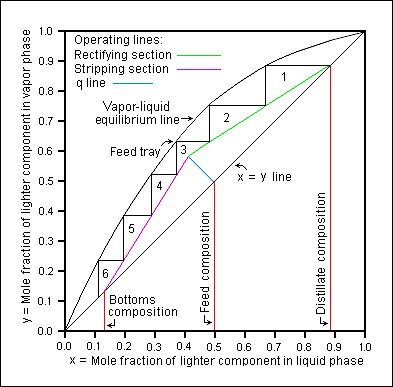
Figura 1: Típico McCabe-Thiele diagrama.

O método de McCabe-Thiele é uma maneira de representar graficamente os estágios de equilíbrio de uma destilação. Este método foi formulado em 1925 por Warren McCabe e Ernest Thiele.
Através da criação de linhas num eixo xy, juntamente com o eixo de equilíbrio é possível saber qual a quantidade mínimas de pratos utilizados em um destilador industrial a fim de melhorar o rendimento do processo.